# Myricomyia pongamiae
Myricomyia pongamiae är en tvåvingeart som först beskrevs av Mani 1934.  Myricomyia pongamiae ingår i släktet Myricomyia och familjen gallmyggor. Inga underarter finns listade i Catalogue of Life.